# PQ17船団
PQ17船団（ぴーきゅう17せんだん、Convoy PQ-17）とは、第二次世界大戦中、ソビエト連邦に送られた連合国軍の援助物資輸送船団のうちの一つ。ドイツ軍の攻撃によりソ連向け船団のうちもっとも大きな損害を受けた。なおドイツ海軍の水上艦艇による船団襲撃作戦にはレッセルシュプルング作戦（桂馬飛び、Unternehmen Rösselsprung）というコードネームが与えられた。

## PQ17 船団の出発まで
1941年8月よりアメリカ合衆国・イギリスとソ連の間に結ばれた協定に従い、イギリスから北大西洋・北極海・バレンツ海を経由してアルハンゲリスク・ムルマンスクに向かう、ソ連向けの援助物資を運ぶ輸送船団が運航されていた。ソ連の戦争遂行力を大幅に強化するこの船団に対し、ドイツ軍は徐々に攻撃の手を強めており、PQ17船団の直前に運航されたPQ16船団はUボートと航空機の攻撃により、7隻の商船を失っていた。
連合国軍側も、船団の護衛強化の必要性は十分に認識していた。しかし、地中海での戦いが激化し艦艇に余裕がないこの時期に、多数の空軍機、Uボートの他、戦艦ティルピッツを主力とする有力な水上部隊が配備された北大西洋・北極海海域に、主力艦艇を派遣することにためらいがあったといわれている。
イギリス海軍は、連合国軍は襲撃を受けにくい夜の時間が長くなる秋以降に、PQ 船団の運航を延期しようとしたが、ドイツ軍の攻勢に晒されていたソ連のスターリン首相の協定履行を求める強硬な声の下、チャーチル首相は、1942年6月、PQ17船団の運航実施を決定した。

## PQ17船団の出発からドイツ軍の攻撃開始まで
1942年6月27日、33隻の商船と給油艦2隻、救難船3隻、特設防空艦2隻からなるPQ17船団が、ソ連のアルハンゲリスクを目指しアイスランドのハヴァル・フィヨルドを出発した。積み荷は297機の航空機、594両の戦車、4246両のトラックや装甲車、および約16万トンの貨物であった（給油艦のうち1隻は途中でQP13 船団に派遣された）。船団は旗艦ケッペル以下5隻の駆逐艦、2隻の潜水艦、各4隻のコルベットと武装トロール船、3隻の掃海艇からなる第1護衛隊（指揮官ケッペル艦長ジャック・ブルーム中佐）に護衛されていた。駆逐艦および一部の護衛艦艇は脅威が増大する30日に船団に合同した。また、船団からやや離れた位置に、巡洋艦4隻、駆逐艦3隻からなる第1巡洋艦戦隊（指揮官L・H・K・ハミルトン少将、アメリカ海軍との合同部隊）が間接護衛隊として布陣していた。さらにこれに加え、ティルピッツを含むドイツ水上部隊が出撃してきた場合に備え、戦艦2隻、航空母艦1隻、重巡洋艦1隻、軽巡洋艦2隻、駆逐艦14隻からなるイギリス本国艦隊の警戒部隊（指揮官ジョン・トーヴェイ大将、同じくアメリカ海軍との合同部隊）が船団の後方にあった。
出発直後1隻が機関のトラブルで、また6月30日には同じく1隻が流氷により船首に損傷を受けてアイスランドに引き返したため、結局ソ連へ向かった商船は33隻となっていた（36隻が出発し3隻が引き返したという資料もある）。船団出港の情報を得ていたドイツ軍も、船団が通常より北寄りの航路をとったこと（夏期のため流氷の南下が少なかった）、悪天候が続いたことにより、この時点では接触には成功していない。
船団が出発してから4日目の7月1日、アイスランド北東のヤンマイエン島付近でドイツ海軍の潜水艦 U456(艦長、マックス-マルティン・タイヒャールト大尉) が船団を発見。その数時間後にはドイツ空軍の偵察飛行艇 BV138 が船団の上空に飛来し、触接を開始した。ドイツ軍による攻撃が始まったのは、翌日・2日の夕刻からで、少数の He111 雷撃機によるこの空襲では、ドイツ側が1機を失い、船団に被害はなかった。なおこの時既に桂馬跳び作戦は発令されており、ティルピッツと重巡洋艦アドミラル・ヒッパーを主力とするドイツ海軍水上部隊の第1部隊（指揮官オットー・シュニーヴィント大将）は、アルタ・フィヨルド内で出撃準備を完成させていた（ただし駆逐艦3隻が座礁し出撃不能となった）。7月3日は船団に被害がなかったが、ドイツ海軍は同日、第1部隊に次いで重巡洋艦アドミラル・シェーア、リュッツオウを主力とする水上部隊第2部隊（指揮官オスカー・クメッツ中将）の出撃準備を完成させ（ただしリュッツオウは座礁し出撃不能となった）。4日早朝からはドイツ軍の攻撃が激化し、この日1日で航空機と潜水艦により商船3隻が撃沈され、1隻が大破した。

## 船団の分散とドイツ水上部隊の行動（7月4日夜〜5日）
イギリス海軍は、ドイツ海軍水上部隊がアルタ・フィヨルド内で行動を活発化させつつあることを、航空偵察と通信諜報によって察知していた。しかし、ティルピッツが以前の泊地から移動していることは分かったものの、確実な所在が掴めなかったため、イギリス海軍本部は難しい決断を迫られることとなった。ティルピッツが、既にPQ17船団攻撃のために出撃しているのであれば、攻撃を受ける輸送船を減らすため、一刻も早く船団に分散を命じなければならない。しかし逆に、ティルピッツが出撃していないのであれば、空襲と潜水艦の襲撃を防衛するために、船団を組み続ける必要がある。情勢判断について海軍本部内は紛糾したが、ダドリー・パウンド第一海軍卿はティルピッツは出港済みと断定。7月4日夜、海軍本部から船団に次のように命令電が発せられた。午後9時11分、第1信「巡洋艦戦隊は高速で西へ退避せよ」。午後9時23分、第2信「水上艦艇による脅威あり。船団は散開してソ連の港へ向かえ」。最後の第3信「船団は散開せよ」は午後9時36分に発せられた。急な命令に船団が混乱する中、第1巡洋艦戦隊は高速で船団から離れていった。海軍本部からの第1信は第1巡洋艦戦隊宛だったためブルーム中佐はこれを受信できず、第1巡洋艦隊の動きを見て艦隊はドイツ水上部隊を迎撃するために移動しているのだと判断し、援護のため第1護衛隊の駆逐艦を率いて第1巡洋艦隊に追従した（第1護衛隊の駆逐艦が西航したのは誰の命令によるかについて、諸説がある）。
ドイツ水上部隊が出撃してきた際にこれを迎撃する予定だったイギリス本国艦隊の警戒部隊は、船団からの距離が離れすぎていた。海軍本部は警戒部隊はティルピッツをうまく迎撃できないと判断、ドイツの潜水艦と航空機の脅威も考慮に入れ、5日早朝に根拠地であるスカパ・フローへの撤退を命じた。
PQ17船団の商船は、2隻の潜水艦と10隻ほどの小型護衛艦船以外なんの援護の得られぬまま、いくつかの小グループに分かれながら、アルハンゲリスクを目指すこととなった。船団が分散したのはスヴァールバル諸島にほど近い、ホープ島南島約50kmの海域だった。
実際のところ、ドイツ海軍水上部隊に出撃が命じられたのは、7月5日午前11時30分頃のことであった。ティルピッツはアドミラル・シェーア、アドミラル・ヒッパーと6隻の駆逐艦を率いてPQ17 船団攻撃のため泊地を出港した。この艦隊には既に、PQ17 船団が隊形を解いて分散して航行中であるとの情報が入っていた。同日夕刻「ソ連潜水艦 K-21 が、ティルピッツに魚雷2本を命中させた」との報がイギリス海軍にもたらされたが、ドイツ側にそのような記録はなく、またイギリス偵察機による航空偵察や、ティルピッツへの触接に成功したイギリス潜水艦P29による偵察にもそのような兆候は認められていない。連合国軍による触接がはっきりすると、ドイツ海軍首脳部はイギリスの空母艦載機による空襲や水上艦艇による迎撃を怖れ、午後9時30分頃ティルピッツ以下の艦隊をアルタ・フィヨルドに帰投させた。この判断には、水上部隊は分散した船団を攻撃するのに向いていないという理由もある。

## ドイツ軍の攻撃（7月5日〜24日）
船団の分散直後から各商船はドイツ軍の潜水艦と航空機による激しい攻撃を受けた。5日だけで12隻の商船が撃沈されるか航行不能となり、これに加え給油艦1隻が航行不能に、救難船1隻が撃沈された。航行不能になった艦船はすべて後にドイツ潜水艦に撃沈された。6日には2隻の商船が撃沈。翌7日にも2隻の商船が撃沈され、8日にさらに1隻、9日深夜から10日にかけて2隻の商船が撃沈された。ソ連の港に着いた商船は11隻に過ぎなかった。
無事アルハンゲリスクやムルマンスクにたどり着いた船は、積み荷から弾薬を転用したり、積み荷の戦車から機関銃を外して防空にあてたり、ドイツの軍の偵察の目を欺くために船体の各所を白く塗って流氷に紛れ込むようにするなど対策を行った。最後の商船がアルハンゲリスクに到着したのは、7月24日のことだった。
PQ17 船団は総計で22隻の商船と153名の船員を失い、積み荷では430両の戦車、210機の航空機、3350両の車輛、そしておよそ10万トンの物資を失った。これに対しドイツの損害は航空機5機のみであった。

## ソ連向け輸送船団のその後
援助物資輸送船団が大損害を受け、受け取れる物資が激減したことに対し、スターリンは米英両国に強硬な抗議を行い引き続き船団を送るように求めた。しかし、連合国軍も
PQ17船団がこれだけの犠牲を出したあとでは船団護衛体制の立て直しを計らざるを得ず、次船団PQ18船団の出発は9月2日までずれ込んだ。護衛空母アヴェンジャーを含む50隻を超える艦艇に護衛されたPQ18 船団は、40機以上のドイツ機を撃墜し3隻のドイツ潜水艦を撃沈したが、12隻の商船と1隻の給油艦を失う損害を受け、その次の輸送船団 JW51 の出発は12月下旬まで行われなかった。

## 参加部隊

### 連合国部隊
艦艇部隊（イギリス海軍・アメリカ海軍）
戦艦2隻、空母1隻、重巡洋艦5、軽巡洋艦2、駆逐艦24、潜水艦13（仏・ソ艦含む）、護衛艦艇11
- 第1護衛隊
  - 先任指揮官：ケッペル艦長ジャック・ブルーム中佐
    - 駆逐艦：ケッペル以下5隻
    - コルベット：ディアネラ、ポピー、ロータス、ラ・マロイヌ（自由フランス海軍が運用）
    - 掃海艇：サラマンダー、ハルシオン、ブリトマート
    - 武装トロール船：ロード・ミドルトン、ノーザン・ジェム、エアシャー、ロード・オースチン
    - 潜水艦：P614、P615
- 第1巡洋艦隊
  - 指揮官：L・H・K・ハミルトン少将
    - 重巡洋艦：ロンドン（旗艦）、ノーフォーク、タスカルーサ（米艦）、ウィチタ（米艦）
    - 駆逐艦モフェット（米艦）、ソマリ、ウエインライト（米艦）
- 警戒部隊（イギリス本国艦隊ほかより抽出）
  - 指揮官：本国艦隊司令長官ジョン・トーヴェイ大将
    - 戦艦：デューク・オブ・ヨーク、ワシントン（米艦）
    - 空母：ヴィクトリアス
    - 重巡洋艦：カンバーランド
    - 軽巡洋艦：ナイジェリア、マンチェスター
    - 駆逐艦14隻（うち2隻が米艦）
- 潜水艦：英艦9隻、フランス潜水艦ミネルヴァ、ソ連潜水艦2隻が北岬付近で哨戒にあたった

航空部隊
- 英空軍沿岸軍団
  - 第120飛行中隊（在：アイスランド、リベレーター装備）
  - 第210飛行中隊（在：アイスランド、カタリナ飛行艇）
  - 第240飛行中隊（在：アイスランド、カタリナ飛行艇）
    - 第210/240飛行中隊より6機のカタリナをアルハンゲリスクに派遣

### ドイツ軍部隊
艦艇部隊
戦艦1、重巡洋艦3、駆逐艦10、潜水艦9
- 第一部隊
  - 指揮官：オットー・シュニーヴィント大将
    - 戦艦：ティルピッツ
    - 重巡洋艦：アドミラル・ヒッパー
    - 駆逐艦：リヒャルト・バイツェン、フリードリッヒ・イン、ハンス・ロディ×、カール・ガルスター×、テオドア・リーデル×
- 第二部隊
  - 指揮官：オスカー・クメッツ中将
    - 重巡洋艦：アドミラル・シェーア、リュッツオウ×
    - 駆逐艦：Z24、Z27、Z28、Z29、Z30
- 潜水艦：9隻(U-88, U-251, U-255, U-334, U-355, U-376, U-456, U-457, U-703)

×印は座礁により出撃不可能になったもの
航空部隊
- 第5航空艦隊（司令部：オスロ）
  - 第26爆撃航空団（第一中隊・在：バナク、第二中隊・在：バーデュフォス He111装備）
  - 第30爆撃航空団（在：バナク Ju 88装備）
  - 第40爆撃航空団（在：トロンハイム Fw 200C装備）

ほか
- 海軍航空隊
  - 第405沿岸航空隊（在：トロムソ He 115装備）
  - 第906沿岸航空隊（在：スタヴァンゲル He 115、Bv 138装備）

ほか